# 聖米格爾德爾帕德龍

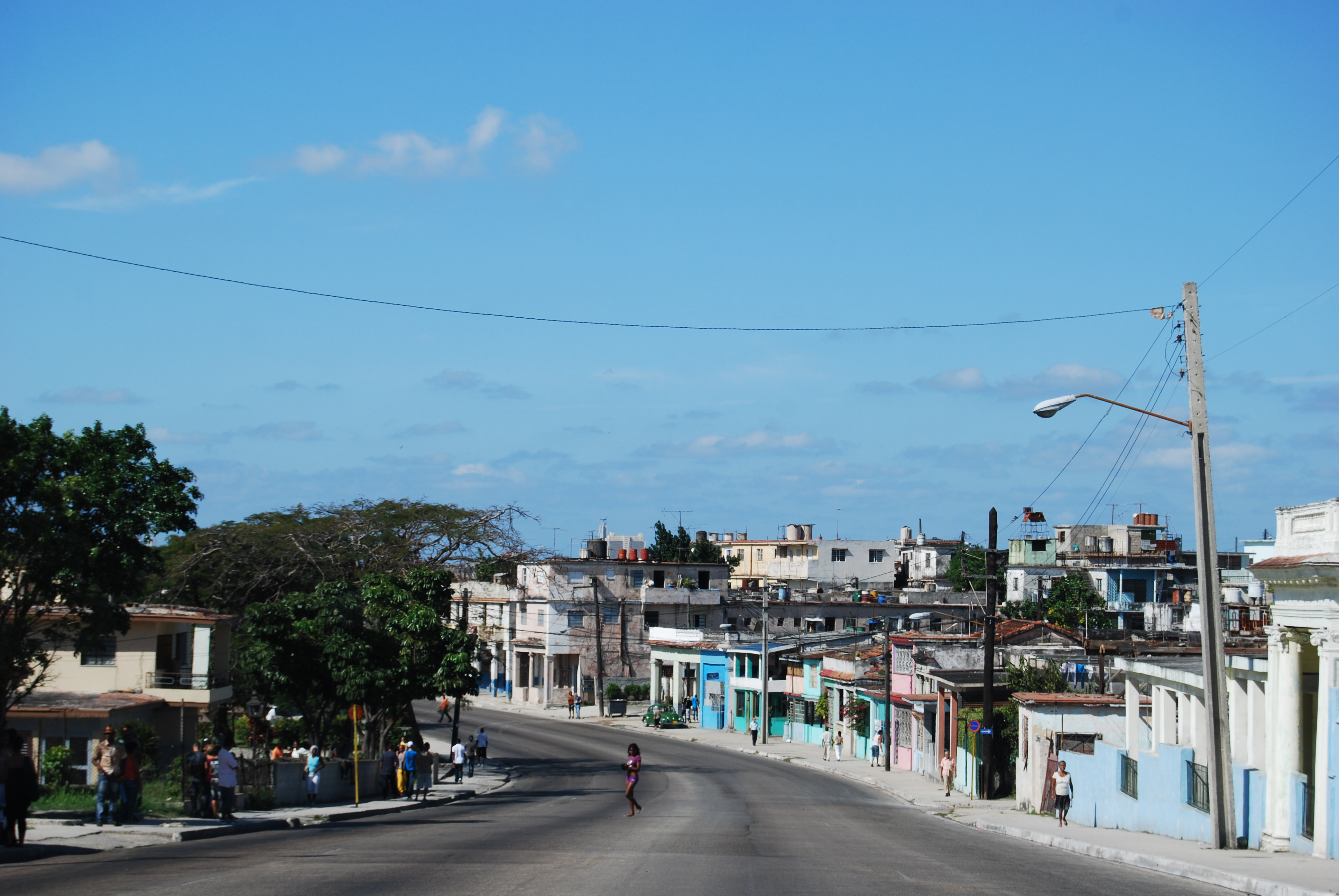

聖米格爾德爾帕德龍是古巴首都哈瓦那的一个区，面積26平方公里，海拔高度50米，2004年人口159,273，人口密度為每平方公里6,126人。